# エコプロダクツ展
エコプロとは、毎年12月に東京ビッグサイトで開催されている環境配慮型製品・サービス（エコプロダクツ、エコサービス）に関する一般向け展示会のこと。主催は一般社団法人サステナブル経営推進機構と日本経済新聞社。
2008年実績では、出展企業数750社、来場者17.4万人で、環境系展示会としては、NEW環境展（出展企業587社、来場者18.1万人、2008年）と並んで国内最大規模の展示会である。2016年から「エコプロダクツ展」から「エコプロ」へ改称した。

## 展示内容
出展は主に企業によって行われているが、NGO・NPO、大学等の教育機関からの出展も多い。
展示物は主に、各社が開発した省エネルギー機器やリサイクル・リユース製品などの展示が主体となっている。また、各社が実施している地球温暖化対策（主に省エネや自然エネルギーの利用）や廃棄物削減に向けた取り組み、近隣清掃活動、植林活動といった社会貢献活動に関する展示も多い。主に製造業からの展示が主体であるが、運輸業、サービス業の出展もある。地球温暖化対策や廃棄物削減のために精査されたデータを提示して展示を行っている企業がある一方で、マイナスイオン発生装置など一般には環境問題とは関係がなく科学的な議論も多い製品や、健康関連商品としてのミネラルウォーター（一般に水道水より環境負荷が大きい）、その他の環境とは直接関係を持たない健康関連商品などの展示もある。
展示内容は一般向けに作られており、専門的な知識が無くとも理解できるように展示している企業が多い。来場者には小中学生による社会科見学も多く、展示内容も小中学生などでも理解できるものが増加している。

## 歴史
1999年に初めて、「エコプロダクツ1999」として開催された。来場者数4.7万人、出展企業数274社。2008年まで出展企業数、来場者数共に増加しており、入場者数は初回の約4倍近い17.4万人となっている。
2020年は新型コロナウイルスの影響により、予定されていた東京ビッグサイトでの「エコプロ2020」通常開催を中止した上で、「エコプロOnline 2020」として新規開催された。
2021年は2年ぶりとなる東京ビッグサイトで開催。また、「エコプロOnline 2021」も同時開催された。

### 来場者数・出展企業数推移
出展企業数・来場者数推移（各年度のエコプロダクツ展Webサイトより作成）
開催年度- 出展企業数　- 来場者数 
- 1999年 -　274社 -　4.7万人
- 2000年 -　不明　-  6.8万人
- 2001年 -　不明　-  8.9万人
- 2002年 -　370社 - 10.0万人
- 2003年 -　416社 - 11.4万人
- 2004年 -　453社 - 12.5万人
- 2005年 -　502社 - 14.0万人
- 2006年 -　572社 - 15.3万人
- 2007年 -　632社 - 16.5万人
- 2008年 -　750社 - 17.4万人
- 2009年 -  721社 - 18.3万人
- 2010年 -　不明　- 18.3万人
- 2011年 -　不明　- 18.1万人
- 2012年 -　不明　- 17.9万人
- 2013年 -　不明　- 16.9万人
- 2014年 -　747社　- 16.1万人
- 2015年 -　702社　- 16.9万人
- 2016年 -　705社　- 16.7万人
- 2017年 -　不明　- 16.0万人
- 2018年 -　不明　- 16.2万人
- 2019年 -　不明　- 14.7万人
- 2020年 -　不明　- 不明
- 2021年 -　不明　- 5.4万人

## 組織
1999年開始当時は、社団法人産業環境管理協会と日本経済新聞社が主催となって開催されていた。1999年開始当時の実行委員長は東京大学教授山本良一である。また、1999年当時の後援組織は以下の通りである。
- 後援
  - 中央省庁
経済産業省（当時：通商産業省)や環境省（当時：環境庁）、厚生労働省（当時：厚生省）、厚生労働省（当時：厚生省）、農林水産省、国土交通省（当時：運輸省、建設省）
  - 地方自治体
東京都
  - 産業団体
（社）経済団体連合会、（社）経済同友会、日本経営者団体連盟、日本商工会議所、東京商工会議所、（社）日本青年会議所、（財）社会経済生産性本部、日本貿易振興会

### 各年度のエコプロリンク
エコプロダクツ1999,エコプロダクツ2000はインターネットアーカイブ内のリンク。文字化けする場合はブラウザのエンコード設定を「日本語(自動選択)」に変更。
- エコプロダクツ1999 (Internet Archive)
- エコプロダクツ2000 (Internet Archive)
- エコプロダクツ2001
- エコプロダクツ2002
- エコプロダクツ2003
- エコプロダクツ2004
- エコプロダクツ2005
- エコプロダクツ2006
- エコプロダクツ2007